# تطون
قرية تطون هي إحدى القرى التابعة لمركز أطسا في محافظة الفيوم في جمهورية مصر العربية. حسب إحصاءات سنة 2006، بلغ إجمالي السكان في تطون 34116 نسمة، منهم 17488 رجل و16628 امرأة.